# Mynonebra villica
Mynonebra villica är en skalbaggsart som beskrevs av Francis Polkinghorne Pascoe 1864. Mynonebra villica ingår i släktet Mynonebra och familjen långhorningar. Inga underarter finns listade i Catalogue of Life.